# Ejército de Salvación Rohinyá de Arakán
El Ejército de Salvación Rohinyá de Arakán (abreviado ESRA; en birmano: အာရ်ကန်ရိုဟင်ဂျာ ကယ်တင်ရေးတပ်မတော်; en inglés: Arakan Rohingya Salvation Army, ARSA), también conocido por su denominación anterior Harakah al-Yaqin («Movimiento de la Fe», en idioma árabe) es un grupo insurgente rohinyá activo en el norte del estado de Rakáin, en la parte occidental de Birmania.
Según un informe de diciembre de 2016 del Grupo Internacional de Crisis, está liderado por Ata Ullah, un  rohinyá nacido en Karachi (Pakistán) y criado en la Meca (Arabia Saudí). Entre sus demás líderes, se encuentra un grupo de inmigrantes rohinyás en Arabia Saudí.
Según el jefe de los interrogadores de sospechosos de pertenencia al ESRA encarcelados en Sittwe, el capitán de policía Yan Naing Latt, el objetivo del grupo es crear un «estado islámico para los rohinyás» en Birmania. Aunque no hay pruebas firmes que vinculen al ESRA con grupos islamistas extranjeros, el gobierno birmano sospecha que el ESRA tiene vínculos y recibe financiación de islamistas extranjeros. El gobierno birmano también ha acusado al ESRA de asesinar a entre 34 y 44 civiles y secuestrar a otros 22 a modo de represalia contra aquellos que el ESRA consideraba colaboradores del gobierno. El ESRA ha negado estas acusaciones, respondiendo no tener «vínculos con grupos terroristas ni con islamistas extranjeros» y que su «único objetivo es el opresivo gobierno birmano».
El 26 de agosto de 2017, el Comité Central Antiterrorista de Birmania calificó al ESRA de grupo terrorista de acuerdo con la ley antiterrorista del país. El 28 de agosto, el ESRA emitió un comunicado en el que tildó de «infundadas» las acusaciones del gobierno contra el grupo y defendió que su principal propósito es la defensa de los derechos de los rohinyás.

## Historia

### Antes de 2016
Según el Grupo Internacional de Crisis (ICG, por sus siglas en inglés), el ESRA se formó tras los disturbios en el estado de Rakáin de 2012. Una afirmación compartida por el periodista español Alberto Masesoga quien considera a esta organización armada sucesora del Frente Patriótico Rohinyá de los años 1970 y de la Organización de Solidaridad Rohinyá de los años 1990. Además afirma que sus fundadores fueron inmigrantes rohinyá en Arabia Saudí, donde hicieron fortuna, entre ellos su líder Abu Amar Jununi, más conocido como Ata Ullah, que recibió educación religiosa en una madrasa de La Meca y que siempre inicia sus acciones con invocaciones a Alá en videos emitidos por You Tube. El grupo, cuyo nombre original es Harakah al-Yaqin (‘el Movimiento de la Fe’), según Masegosa mantiene relaciones con varias organizaciones islamistas radicales especialmente con Jamaat ul-Mujahideen de Bangladés, además de haber contado con el apoyo de la rama de Al Qaeda en el subcontinente indio.

### 2016

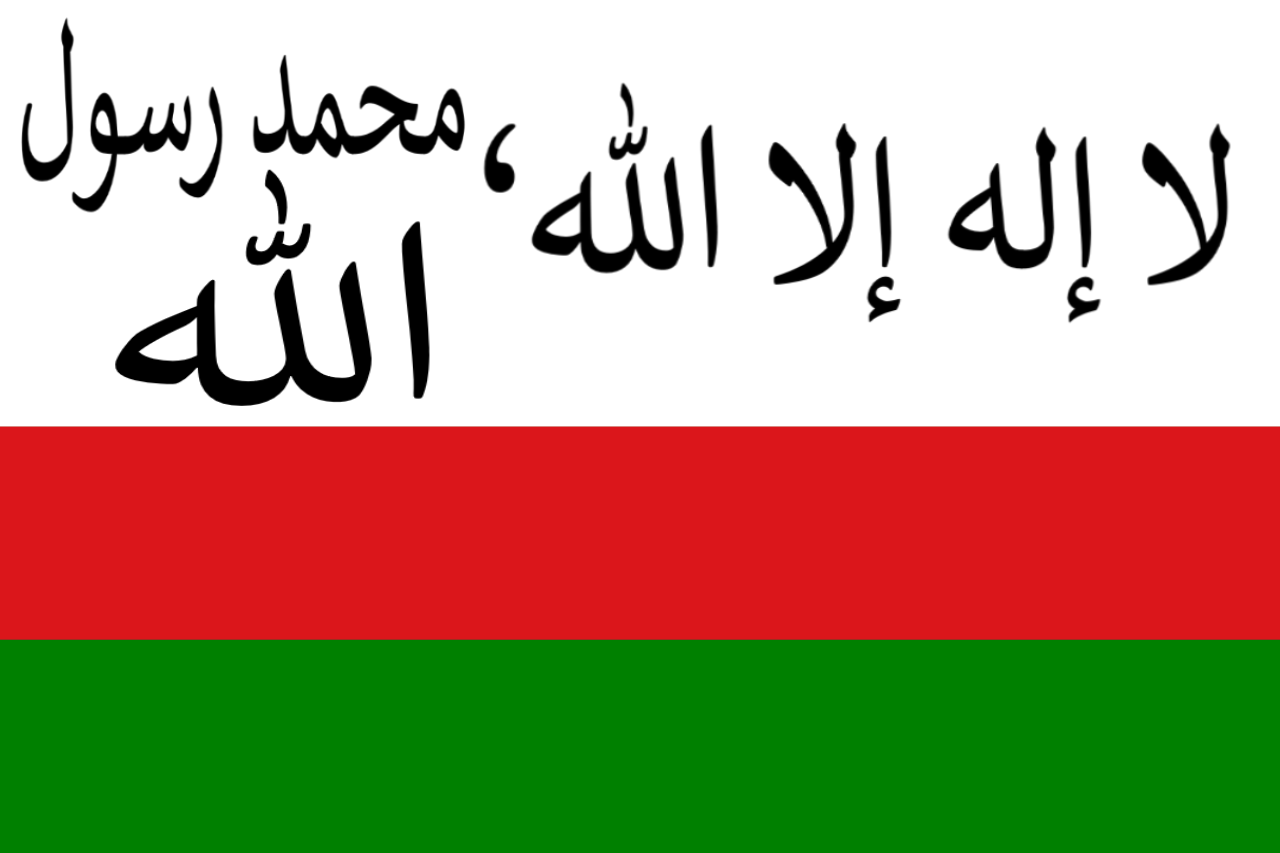
Bandera alternativa del ARSA, recuperados por soldados birmanos en el norte de Rakhine

A partir de la crisis de los refugiados rohinyá de 2015 recibió la aprobación de los consejos de notables rohinyá por lo que muchos jóvenes de las aldeas se integraron en la organización. Así se produjo su primera acción armada que tuvo lugar el 9 de octubre de 2016 y que consistió en el ataque simultáneo por parte de 400 combatientes de tres puestos de la Policía de Guardia Fronteriza birmana situados en el norte de Arakan y en el que resultaron muertos nueve policías y ocho atacantes. Con esta acción el ESRA consiguió apoderarse de más de cincuenta armas automáticas además de abundante munición. Al mismo tiempo hubo insurrecciones en algunos poblados rohinyá, que fueron reprimidas por el Tatmadaw ―produciéndose muertos entre los sublevados― y varias aldeas fueron arrasadas como represalia. El 15 de noviembre de 2016, el Tatmadaw (Fuerzas Armadas de Birmania) anunció que 69 insurgentes habían muerto a manos de las fuerzas de seguridad en el reciente enfrentamiento.
El 14 de diciembre de 2016, el ICG comunicó que había entrevistado a líderes de la organización, que habían dicho que tenían vínculos con individuos de Arabia Saudí y Pakistán. También afirmó que algunos grupos de rohinyás habían recibido «entrenamiento secreto» de guerrilleros afganos y pakistaníes.

### 2017
El 25 de agosto de 2017, el grupo se declaró responsable de una serie de ataques coordinados contra puestos de policía y un intento de incursión contra una base militar. El gobierno anunció un saldo de 77 muertos entre los insurgentes y 12 de fuerzas de seguridad en el norte de Maungdaw, tras las incursiones. El gobierno declaró que los insurgentes habían atacado una comisaría en el distrito de Maungdaw con una bomba casera además de los ataques coordinados contra varios puestos de policía. El ESRA contestó que estaban tomando «acciones defensivas» en 25 puntos distintos y acusó al gobierno de violar y matar a civiles. El grupo también acusó al gobierno de bloquear Rathedaung durante más de dos semanas, sometiendo a la población rohinyá al hambre, y que las fuerzas de seguridad se estaban preparando para hacer lo mismo en Maungdaw. El gobierno birmano también acusó al ESRA de matar a 12 civiles, entre ellos hindúes y musulmanes, bajo la sospecha por parte del ESRA de que algunos de ellos eran informantes al servicio del gobierno. El ESRA emitió un comunicado el 28 de agosto en el que calificó de «infundadas» las alegaciones del gobierno y reclamó poder representar la causa rohinyá. Por otro lado, Bangladés propuso realizar operaciones militares conjuntas con Birmania contra el ESRA.
Según las autoridades birmanas en los ataques habían muerto trece policías y militares birmanos, mientras que había habido más de 400 bajas entre los atacantes, sin que las fuerzas gubernamentales hubieran disparado contra civiles. Pero lo cierto fue que según los testigos miles de rohinyá desarmados o armados con aperos de labranza murieron a manos de las fuerzas gubernamentales y de las milicias radicales rakéin, unos a causa de disparos, otros calcinados al ser incendiadas sus casas. Médicos sin Fronteras estimó en cerca de 7.000 el número de muertos. También hubo violaciones masivas de mujeres rohinyá por parte de los soldados birmanos y milicianos rakéin. Según Alberto Masegosa, la respuesta al ataque del ARSA fue «un castigo colectivo al pueblo rohinyá». «Desde el genocidio del Jemer Rojo de los setenta del siglo XX en Camboya no se había visto nada igual en el sudeste asiático. Las atrocidades perpetradas en las semanas posteriores al ataque del 25 de agosto de 2017 compartieron estrategia con la Alemania nazi… Fue la versión local de… ‘la solución final’», concluye este periodista español.
Cerca de 4,000 Rakhine huyeron de sus aldeas el 26 de agosto de 2017, cuando se intensificaron los combates entre ARSA y el Tatmadaw.
A fines de agosto de 2017, el gobierno birmano acusó a ARSA de matar a 12 civiles, incluidos hindúes y musulmanes, algunos de los cuales sospechaba ARSA que eran informantes del gobierno. El 24 de septiembre del mismo año, el ejército de Myanmar acusó a ARSA de matar a 28 hindúes en la aldea de Ye Baw Kya el mes anterior después de que descubrieron sus cuerpos en una fosa común. ARSA emitió un comunicado el 28 de agosto de 2017, calificando las acusaciones del gobierno como "infundadas" y afirmando que ARSA solo busca defender a los rohingyas y sus derechos. Un portavoz de ARSA también negó las acusaciones de estar detrás de los asesinatos y acusó a los nacionalistas budistas de difundir mentiras para dividir a hindúes y musulmanes. Mientras tanto, Bangladés ha propuesto operaciones militares conjuntas con Myanmar contra ARSA..
ARSA declaró un alto el fuego unilateral de un mes el 9 de septiembre de 2017, en un intento de permitir que los grupos de ayuda y los trabajadores humanitarios accedieran de manera segura al norte del estado de Rakhine. En un comunicado, el grupo instó al gobierno a deponer las armas y aceptar su alto el fuego, que habría estado en vigor desde el 10 de septiembre hasta el 9 de octubre (el primer aniversario de los primeros ataques de ARSA contra las fuerzas de seguridad birmanas). El gobierno rechazó el alto el fuego y Zaw Htay, el portavoz de la oficina del Consejero de Estado, afirmó: "No tenemos una política para negociar con terroristas". ARSA respondió el 7 de octubre de 2017 que respondería a cualquier iniciativa de paz propuesta por el gobierno de Myanmar, pero agregó que su alto el fuego unilateral de un mes estaba a punto de finalizar. A pesar de que el alto el fuego finalizó el 9 de octubre, el gobierno afirmó que no había señales de nuevos ataques.
No fue hasta el 9 de noviembre, Myint Khyine, secretario birmano del Departamento de Inmigración y Población, culpó a ARSA de la muerte de 18 líderes de aldeas en los últimos tres meses en Maungdaw y Buthidaung, de mayoría musulmana. Las víctimas eran líderes de aldeas que ayudaron al Departamento de Inmigración y Población a emitir tarjetas de verificación nacionales para los residentes rohinyá. En septiembre de 2017, fuentes de Bangladés declararon que la posibilidad de cooperación entre la Inter-Services Intelligence (ISI) de Pakistán y ARSA era "extremadamente alta". El Ministro de Transporte por Carretera y Puentes de Bangladés, Obaidul Quader, declaró durante una recepción organizada por la alta comisión adjunta de la nación en Kolkata, India, que su país estaba investigando las acusaciones.

En noviembre de 2017, se informó que miembros de la diáspora rohingya en Malasia estaban brindando apoyo financiero a ARSA.

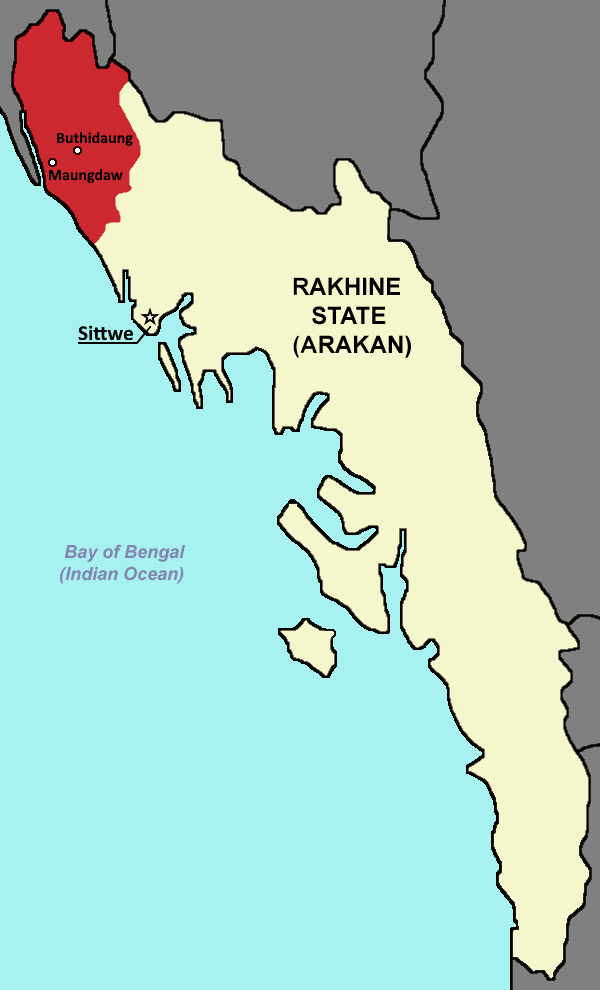
Distrito de Maungdaw, localizado al norte del estado de Rakhine, donde el ARSA centra sus actividades

### 2018
ARSA reivindicó una emboscada perpetrada el 5 de enero de 2018 en el pueblo de Turaing, que, según se informa, hirió a seis miembros de las fuerzas de seguridad de Myanmar y a un conductor civil. A finales de noviembre de 2018 la comunidad hindú en Myanmar afirmaron que ARSA había estado advirtiendo a los refugiados hindúes en Bangladés que no regresaran al estado de Rakhine después de que las autoridades birmanas pidieran su repatriación.

### 2019
El 16 de enero, los medios estatales de Myanmar informaron que seis policías resultaron heridos en una emboscada de diez insurgentes de ARSA en el puente de la aldea de Watkyein en Maungdaw. En marzo los líderes de ARSA pidieron a sus seguidores que cesaran las actividades delictivas en los campos de refugiados de Bangladés. Esta declaración se hizo en respuesta a los informes de asesinatos y secuestros en los campos de refugiados. Los medios de Bangladés culparon a ARSA por los crímenes, mientras que ARSA niega cualquier responsabilidad.

### 2020
En mayo de 2020 circularon informes de que ARSA se había reformado en Maungdaw después de varios meses de inactividad. El 2 de mayo, el Myawady Daily informó que 41 insurgentes de ARSA habían atacado a dos policías birmanos cerca de la frontera entre Bangladés y Myanmar. Dos presuntos insurgentes de ARSA murieron en un enfrentamiento con las fuerzas de seguridad de Myanmar en la frontera de Bangladés el 4 de junio. Según el portavoz militar y general de brigada Zaw Min Tun, el enfrentamiento ocurrió durante la seguridad fronteriza de rutina en la aldea de Mee Dike y comenzó cuando alrededor de 30 insurgentes de ARSA abrieron fuego.

Tres civiles murieron y otros seis resultaron heridos cuando su vehículo golpeó una supuesta mina ARSA en el municipio de Maungdaw el 17 de noviembre.

## Ideología y estrategia
El líder de ARSA, Ataullah abu Ammar Jununi, declaró en un video publicado en línea: "Nuestro objetivo principal bajo ARSA es liberar a nuestro pueblo de la opresión deshumanizante perpetrada por todos los sucesivos regímenes birmanos". El grupo clama ser un grupo insurgente nacionalismo étnico, y ha negado las acusaciones de que son islamistas, alegando que son laicos y "no tener vínculos con grupos terroristas o islamistas extranjeros". Sin embargo, ARSA sigue muchas prácticas islámicas tradicionales, como pedir fatwas a clérigos musulmanes extranjeros.
Además, los reclutas tienen que pronunciar un juramento ante el Corán de lealtad a la causa rohinyá. De todas formas, el líder del grupo, Ata Ullah, ha negado cualquier vínculo con movimientos islamistas extranjeros.
A diferencia de otros grupos insurgentes en Myanmar, ARSA no está organizado como un paramilitar. Mientras que otros grupos tienen rangos y uniformes militares, la mayoría de los miembros de ARSA han aparecido en videos vestidos de civil. El grupo también está mal equipado; Se informó que durante sus ataques en el distrito de Maungdaw el 25 de agosto, la mayoría de los combatientes de ARSA estaban armados con machetes y palos de bambú. Las autoridades locales respondieron con disparos de ametralladoras automáticas, superando ampliamente las armas de ARSA. Los analistas han comparado las tácticas utilizadas por ARSA con las utilizadas por los grupos insurgentes luchando en el sur de Tailandia, es decir, cruzar la frontera de un país a otro para lanzar ataques a pequeña escala y luego retroceder a través de la frontera a un comunidad que comparte un origen étnico y/o religioso similar.

## Comunicados de prensa
El 17 de octubre de 2016, la organización, bajo el nombre de Harakah al-Yaqin, emitió un comunicado de prensa online. En un video de unos cinco minutos de duración, el líder del grupo, Ata Ullah, flanqueado por miembros armados, lee el siguiente mensaje en una hoja de papel:

Ciudadanos del Arakán, ciudadanos de Birmania y ciudadanos del mundo.

Ya no es un secreto que los rohinyás son la minoría étnica más perseguida de la Tierra. A lo largo de las últimas seis décadas, hemos sido sometidos a matanzas genocidas y toda clase de atrocidades por parte de sucesivos regímenes tiránicos de Birmania.
Sin embargo, ¡el mundo ha elegido ignorarnos! Y bien, de nuevo, el mundo «lleno de recursos», aparentemente, ¡no ha conseguido salvarnos!
Nosotros, [Harakah al-Yaqin], los hijos de la tierra de Arakán, obligados por nuestra nefasta situación a seguir nuestro propio destino a través del levantamiento, la autodeterminación y la autodefensa, resistimos como un organismo independiente que está libre de todo elemento de terror de cualquier naturaleza, persigue derechos fundamentales pero legítimos y otras [formas de] justicia para todos los arakaneses, incluyendo a nuestros compañeros rohinyás inocentes y otros civiles que mueren por los continuos ataques militares.
Sostenemos categóricamente que nuestro pueblo ha elegido liberarse de sus opresores, de las trágicas muertes en el Golfo de Bengala, en las junglas tailandesas y a manos de traficantes de seres humanos. También hemos resuelto defender a nuestras madres, a nuestras hermanas, a los ancianos, a los niños, a nosotros mismos.

No descansaremos hasta que todas nuestras metas deseadas sean alcanzadas con la ayuda genuina del mundo civilizado.

Otros seis videos fueron emitidos online por el grupo entre el 10 y el 27 de octubre de 2016.
El 29 de marzo de 2017, la organización emitió un comunicado de prensa bajo un nuevo nombre, el Ejército de Salvación Rohinyá de Arakán. El documento incluyó exigencias al gobierno de Birmania.